# Cronologia degli attentati dell'11 settembre 2001

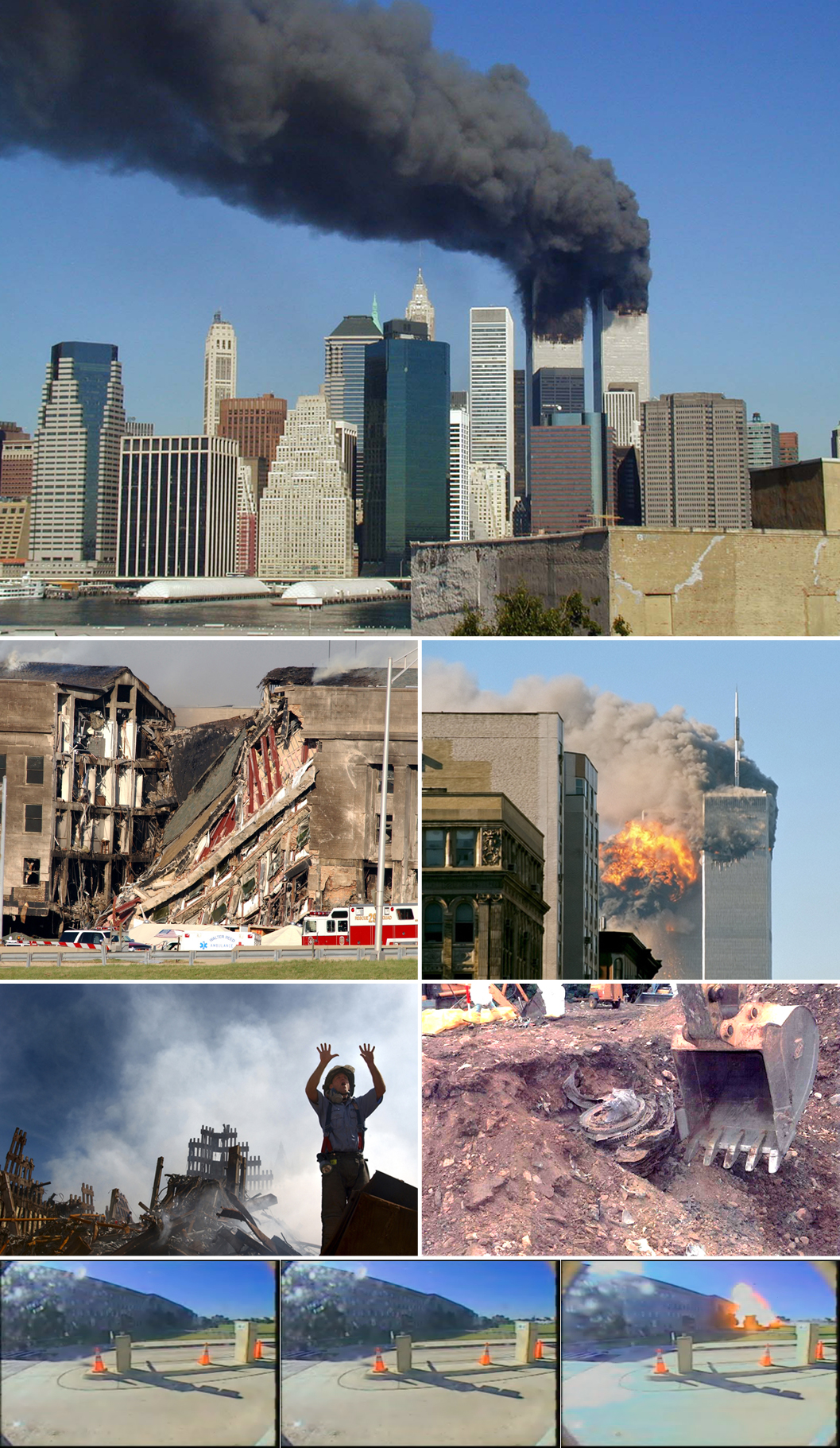
Durante e dopo gli attacchi

Gli attentati dell'11 settembre 2001 costituiscono un atto di aggressione quasi unico nel suo genere, ma anche un inedito evento mediatico su scala mondiale, amplificato dalla rete di telecomunicazioni via satellite, dall'immediata copertura mediatica operata dai canali di sole notizie di tutto il mondo e da Internet. Proprio queste tecnologie hanno permesso a milioni di persone in tutto il pianeta di osservare in tempo reale questo tragico evento.
Di seguito la cronologia di quanto avvenuto l'11 settembre 2001. Tutti gli orari sono espressi con il fuso orario estivo di New York UTC-4.

## Dalle ore 05:00 alle ore 08:00

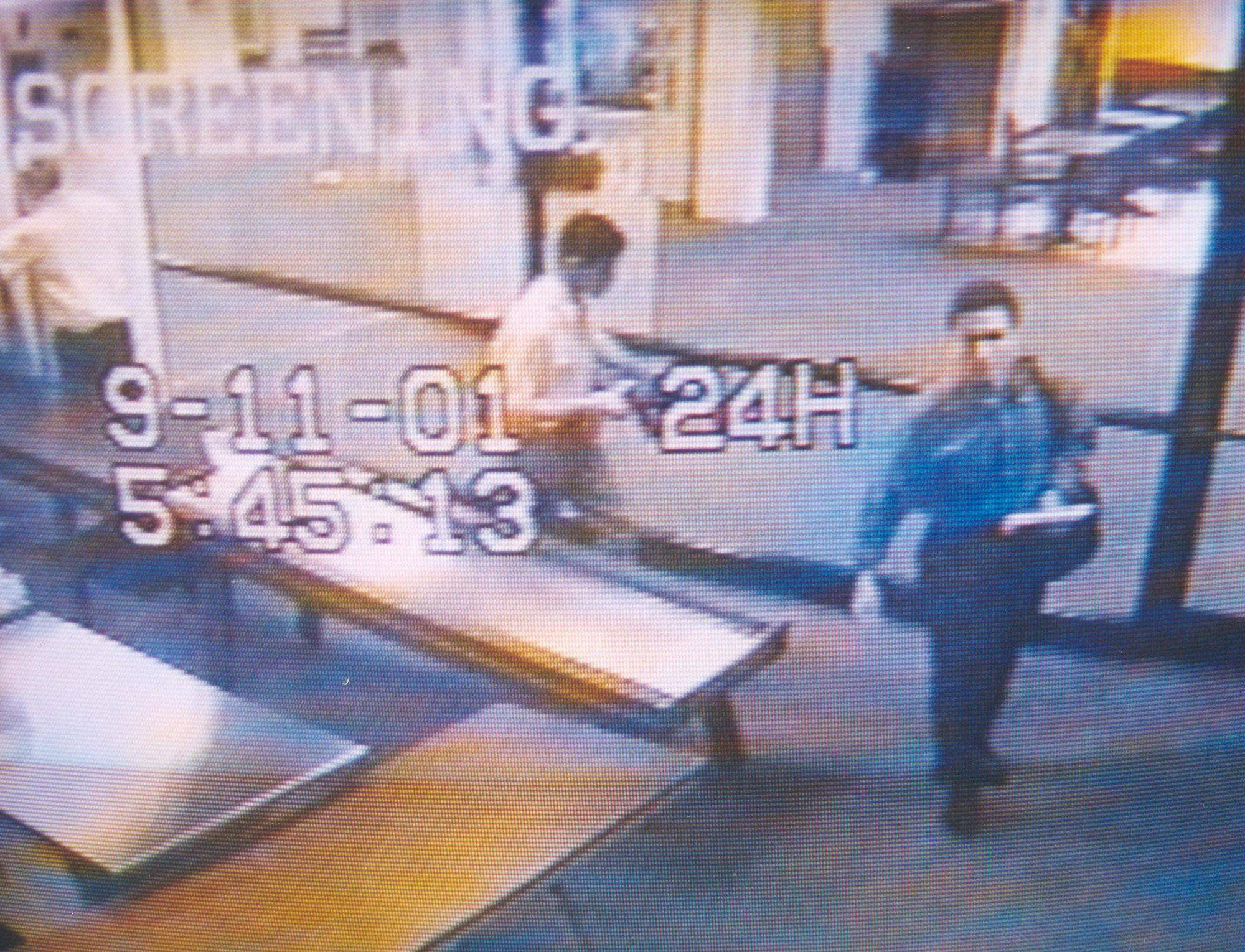
Mohamed Atta (a destra in camicia blu) e Abdulaziz al-Omari all'Aeroporto Internazionale di Portland s'imbarcano per dirigersi verso Boston in un fotogramma delle ore 05:45:13.

- 05:33: Mohamed Atta e ʿAbd al-ʿAziz al-ʿUmari lasciano l'albergo "Comfort Inn" di South Portland (Maine) e si dirigono, a bordo di una Nissan Altima blu, all'Aeroporto Internazionale di Portland.[2]

- 06:00: Atta ed Al-Omari partono con il volo Colgan Air 5930 alla volta di Boston.
- 06:45: I due dirottatori arrivano all'aeroporto Internazionale Generale Edward Lawrence Logan di Boston.
- 06:52: Marwan al-Shehhi, un altro dei dirottatori, pilota del volo United Airlines 175, telefona ad Atta per confermare l'inizio delle operazioni.
- 07:00: Atta, al-ʿOmari, Satam al-Suqami, Walid al-Shihri e Wa'il al-Shihri si imbarcano sul volo American Airlines 11. Al momento dei controlli, al-Suqami e i due fratelli al-Shehri vengono selezionati per un controllo più accurato del loro bagaglio a mano, superato senza problemi.[3] Nel frattempo, presso un altro terminale dello stesso aeroporto, al-Shehhi, Fayez Banihammad, Mohand al-Shihri, Hamza al-Ghamdi e Ahmed al-Ghamdi si imbarcano sul volo United Airlines 175. Nessuno di loro viene selezionato per controlli di sicurezza supplementari.
- 07:15: Hani Hanjour, Khalid al-Mihdhar, Majed Moqed, Nawaf al-Hazmi e Salem al-Hazmi iniziano le procedure per l'imbarco sul volo American Airlines 77. I primi ad arrivare sono al-Midhar e Moqed, gli altri giungono circa venti minuti dopo.[4] Al momento dei controlli, Hanjour, al-Mihdhar e Moqed vengono selezionati per un controllo più accurato del loro bagaglio a mano, superato senza problemi.
- 07:30: Ziyad Jarrah, Ahmed al-Nami, Sa'id al-Ghamdi e Ahmed al-Haznawi si imbarcano sul Volo United Airlines 93.[5] al-Haznawi viene selezionato per un controllo più accurato del bagaglio a mano, superato senza problemi.
- 07:59: Il volo AA11, un Boeing 767, parte con un ritardo di 14 minuti dall'aeroporto Internazionale Generale Edward Lawrence Logan alla volta di Los Angeles. A bordo ci sono 81 passeggeri (compresi i 5 dirottatori) e 11 membri dell'equipaggio.

## Dalle ore 08:00 alle ore 09:00

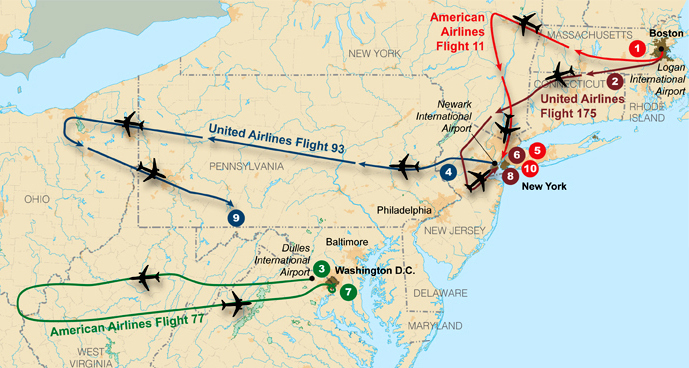
Mappa che illustra il dirottamento dei voli.

- 08:13: Il volo AA11 non risponde più ai comandi del Centro FAA di Boston. I dirottatori entrano in azione probabilmente in quel momento. Intorno a quest'ora può essere fatta risalire la morte di Daniel Lewin, ex-capitano del Sayeret Matkal[6] (forze speciali antiterrorismo israeliane). Nel tentativo di bloccare i dirottatori, Lewin viene sgozzato, probabilmente da al-Suqami.
- 08:14: Il volo UA175, un altro Boeing 767, parte dall'aeroporto di Boston anch'esso alla volta di Los Angeles. A bordo ci sono 56 passeggeri (compresi i 5 dirottatori) e 9 membri dell'equipaggio.
- 08:19: Betty Ong, un'assistente del volo AA11, contatta la American Airlines per avvertire la compagnia dell'avvenuto dirottamento.[7] La Ong afferma che sono stati accoltellati un passeggero di business class (Daniel Lewin) e due assistenti di volo (Karen Martin e Barbara Arestegui) e fornisce le prime indicazioni sui posti occupati dai dirottatori (che permettono una identificazione sommaria dei soggetti).

- 08:20: Il volo AA77, un Boeing 757, decolla dall'aeroporto Internazionale di Washington-Dulles alla volta di Los Angeles. A bordo ci sono 58 passeggeri (compresi i 5 dirottatori) e 6 membri dell'equipaggio.
- 08:21:[8] Il transponder del volo AA11 viene spento. L'aereo sparisce dai monitor dei controllori di volo.
- 08:24: Il Centro FAA di Boston riceve una comunicazione dal volo AA11. Una voce di uomo (probabilmente Mohamed Atta) afferma: "Abbiamo alcuni aerei. State tranquilli e andrà tutto bene. Stiamo tornando all'aeroporto". Le affermazioni di Atta non vengono comprese dai controllori. Circa 20 secondi dopo, avviene la seconda comunicazione: "Nessuno si muova, tutto andrà bene. Se cercate di reagire, metterete in pericolo voi stessi e il velivolo. State tranquilli". I controllori di volo comprendono che l'aereo è stato dirottato e avvertono i propri superiori. Il dirigente del Centro dispone il riascolto del primo messaggio.[9]
- 08:25: L'assistente del volo AA11 Madeline Amy Sweeney contatta, attraverso uno dei telefoni di bordo, il manager della American Airlines Michael Woodward.[10] La testimonianza di Sweeney permette l'identificazione di tre dirottatori: al-Omari, Atta e al-Suqami.
- 08:28: Il Centro FAA di Boston notifica al Centro FAA di Herndon (Virginia)[11] che il volo AA11 è stato dirottato e che sta puntando su New York dopo aver effettuato un'ampia virata verso sud.
- 08:32: Il Centro di Herndon comunica al Quartier Generale della FAA di Washington che il volo AA11 è stato dirottato. Il Quartier Generale risponde che ne è già a conoscenza.
- 08:33: Dal volo AA11 proviene un'ulteriore comunicazione, sempre di Atta: "Nessuno si muova, per favore. Stiamo ritornando all'aeroporto. Non cercate di fare mosse stupide". Nel frattempo, Craig Marquis (del Systems Operations Control della American Airlines) viene informato dal supervisore Nydia Gonzalez di quanto sta accadendo sul volo AA11. Viene attivata la procedura di sicurezza per garantire la riservatezza delle informazioni.
- 08:37: Il centro FAA di Boston avverte i controllori del Northeast Air Defense Sector (NEADS, facente capo al NORAD) riguardo al dirottamento del volo AA11, richiedendo l'aiuto dei militari per intercettare il velivolo.[12] L'ordine effettivo di decollo, però, tarderà ad arrivare.
- 08:40: Vengono approntati due F-15 della United States Air Force alla base aerea militare di Otis (Massachusetts) con l'ordine di intercettare l'aereo dirottato. Contemporaneamente, il volo AA11 entra nello spazio aereo della città di New York. Il Centro FAA di New York prende conoscenza della situazione.
- 08:41: Craig Marquis viene informato che il volo AA11 "sembra essere stato individuato sui radar primari" e che sta perdendo quota in direzione dell'Aeroporto Internazionale John F. Kennedy di New York.
- 08:42: Il volo UA93, un Boeing 757, decolla dall'Aeroporto Internazionale di Newark alla volta di San Francisco con oltre 40 minuti di ritardo, a causa della congestione del traffico aereo. A bordo ci sono 37 passeggeri (compresi i 4 dirottatori) e 7 membri dell'equipaggio. Contemporaneamente, dal volo UA175 parte l'ultima comunicazione. I piloti affermano riguardo al volo AA11: "Abbiamo sentito una trasmissione sospetta quando siamo partiti da Boston. Qualcuno... sembrava che qualcuno avesse preso il microfono e detto a tutti di stare ai loro posti".
- 08:44: I terroristi prendono il controllo del volo UA175, uccidono i piloti ed accoltellano alcuni assistenti di volo.
- 08:46: I due F-15 della base di Otis decollano con il compito di intercettare il volo AA11. Tuttavia, essendo il transponder dell'aereo spento, i piloti ricevono l'ordine di portarsi in una zona di cielo nei pressi di Long Island e di aspettare ulteriori istruzioni.[13] Il NEADS tenta di riacquisire il contatto radar con il volo dirottato.
- 08:46:30:[14] Il volo American Airlines 11 si schianta alla velocità di circa 490 miglia orarie (circa 790 km/h) fra il 93º e il 99º piano della Torre Nord del World Trade Center. Il velivolo entra quasi completamente intatto all'interno della Torre, raggiungendone il centro e tagliando letteralmente in due i sostegni in gesso di tutte e tre le trombe delle scale dell'edificio. Una terribile onda d'urto scuote la Torre, mentre scoppia un violento incendio alimentato dal carburante che fuoriesce dal serbatoio dell'aereo.[15] La forza dell'urto è così devastante che alcuni rottami trapassano da parte a parte il grattacielo. L'impatto del volo AA11 è stato ripreso separatamente da Jules e Gédéon Naudet, due registi francesi che in quel momento giravano un documentario sui vigili del fuoco di New York, e da Pavel Hlava, operatore ceco; l'impatto è visibile anche in alcune fotografie tratte da un'esposizione d'arte su Internet dell'artista tedesco Wolfgang Staehle, che mostrava dei panorami del centro di Manhattan aggiornati ogni quattro secondi.[16]
- Dalle 08:48 alle 08:56: Il servizio di sicurezza della Torre Nord ordina la completa evacuazione del grattacielo. Iniziano ad accorrere i vigili del fuoco, la polizia e le prime ambulanze.
- Dalle 08:46 alle 10:28: Circa 200 persone,[17] intrappolate nei piani alti della Torre Nord e successivamente della Torre Sud, tentano disperatamente di salvarsi gettandosi nel vuoto. Il vigile del fuoco Daniel Thomas Suhr viene colpito da un uomo lanciatosi nel vuoto e muore. Nessuna forma di salvataggio mediante elicotteri viene approntata, a causa del fumo troppo denso che impedisce l'atterraggio sul tetto di entrambe le torri.
- 08:49: Radio e televisione danno le prime contrastanti notizie su una esplosione o un probabile incidente al WTC. La CNN è la prima ad interrompere la normale programmazione alle 8:49, parlando di "disastro al World Trade Center". La prima giornalista a dare la notizia è Carol Lin.[18] Poco più tardi il vicepresidente della CNN Sean Murtagh, in una chiamata in diretta dal suo ufficio nella sede di New York, per primo afferma che un aereo passeggeri ha colpito il World Trade Center. I primi bollettini via e-mail della CNN e della MSNBC parlano di "incendio in una torre del WTC". I siti dei due network vengono presi d'assalto e molti server chiudono per il traffico eccessivo. Il sito di BBC News è attivo e mostra una foto della Torre Nord in fiamme. Qualche minuto dopo, i bollettini via e-mail correggono la notizia da "incendio" a "schianto di un aereo".

- 08:51: Il Centro FAA di New York si accorge che il codice emesso dal transponder del volo UA175 è cambiato. Il Centro comunica all'aereo il codice corretto, ma non ottiene risposta. Il Centro tenta ripetutamente di contattare (senza successo) il velivolo, poi fa deviare gli altri aerei in volo per tenerli lontani dalla rotta del volo UA175, che ha virato in direzione di New York. Risalgono più o meno a quest'ora varie telefonate dei passeggeri, che avvisano i propri congiunti del dirottamento. Contemporaneamente, parte l'ultima comunicazione dal volo AA77.
- 08:52:[19] Approssimativamente a quest'ora, alcuni ufficiali dichiarano dalla Torre Sud del WTC (ancora non colpita) che l'edificio è "sicuro" e che le persone possono tornare nei loro uffici. Alcuni non sentono l'avviso, altri lo ignorano volutamente ed evacuano l'edificio. Altri ancora si riuniscono nelle aree comuni, come quella del 78º piano.
- 08:54: I terroristi hanno già preso il controllo del volo AA77, con le stesse modalità degli altri due aerei. Si può far risalire l'effettivo dirottamento alle 08:52 circa.

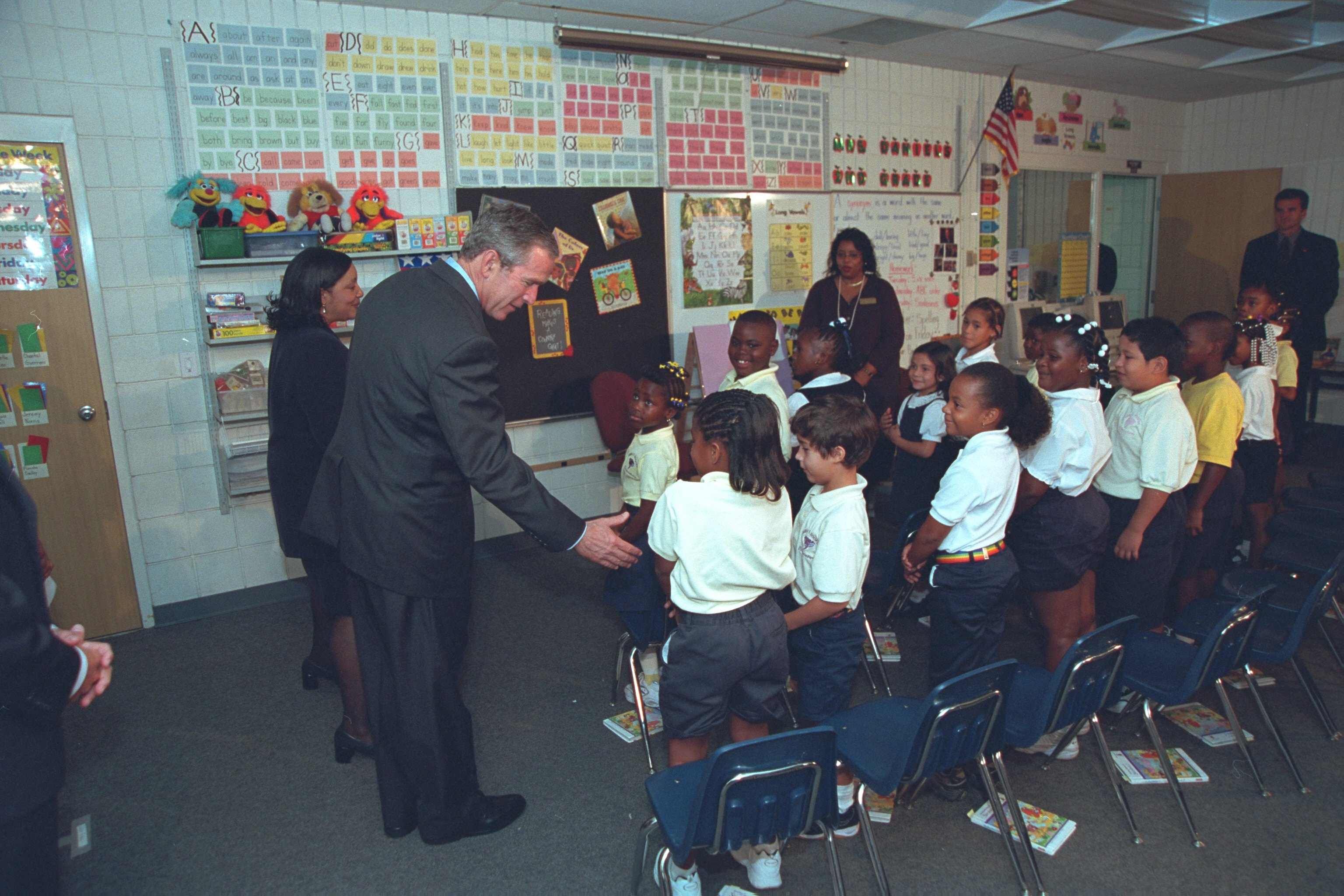
Il Presidente Bush entra in una classe della Scuola elementare "Emma E. Booker" di Sarasota, Florida

- 08:55: Il Presidente George W. Bush entra in una classe della Scuola elementare "Emma E. Booker" di Sarasota, Florida. La visita è parte di un programma per promuovere l'educazione e le politiche in questo campo della Amministrazione Bush. Karl Rove, membro del suo staff, lo avverte dello schianto di un piccolo aereo contro la Torre Nord del WTC. La Consigliera per la Sicurezza Nazionale Condoleezza Rice parla di un velivolo commerciale.[20] A causa delle notizie frammentarie, Bush e il suo staff sottovalutano l'accaduto e decidono di continuare con il programma prestabilito.
- 08:56: Il transponder del volo AA77 viene spento. Il Centro FAA di Indianapolis tenta ripetutamente (anche qui senza successo) di contattare via radio il velivolo, mentre questo ha completamente invertito la rotta. I controllori pensano ad un problema di natura tecnica o elettrica, essendo totalmente all'oscuro di quanto già avvenuto al volo AA11.[21]

## Dalle ore 09:00 alle ore 10:00
- 09:00: I Centri Operativi della United Airlines e della American Airlines vengono informati rispettivamente del dirottamento del volo UA175 e della perdita dei contatti con il volo AA77. Quest'ultimo è ormai chiaramente diretto verso Washington.[22]
- 09:02: Il Centro FAA di New York avvista il volo UA175. In un primo momento, i controllori pensano ad un aereo in difficoltà che tenta di atterrare in uno degli aeroporti minori. Pochi istanti dopo, si rendono conto che l'aereo intende schiantarsi da qualche parte. L'allarme è ormai generalizzato: si susseguono chiamate fra il Centro FAA di Boston, quello di New York e il NEADS. Un manager del Centro FAA di New York chiede al Centro FAA di Herndon il coinvolgimento dei militari per far fronte alla situazione.

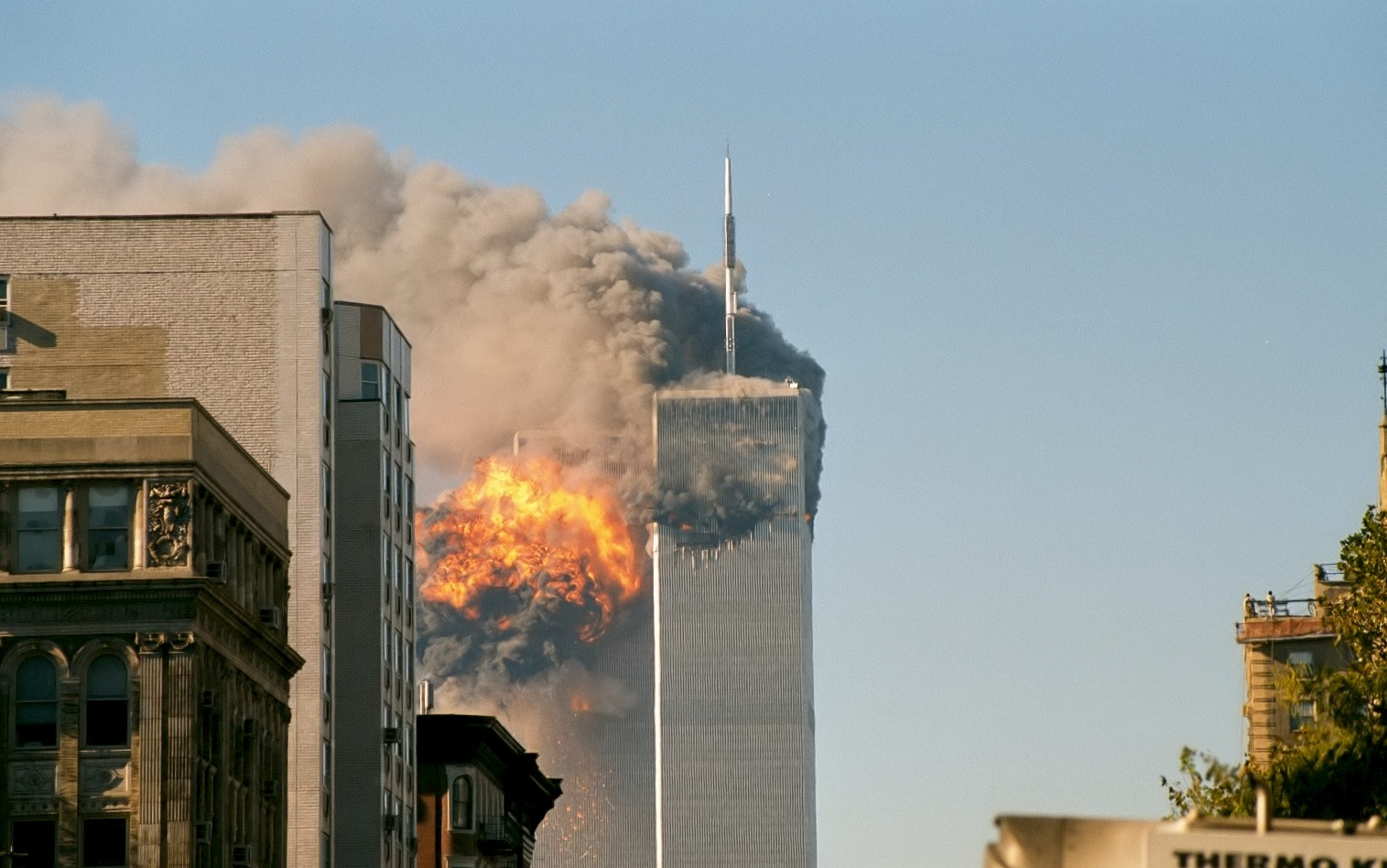
Il volo United Airlines 175 si schianta sulla Torre Sud

- 09:03:11: Il volo United Airlines 175 si schianta ad una velocità di circa 590 miglia orarie (circa 950 km/h) fra il 77º e l'85º piano della Torre Sud del World Trade Center. Lo schianto è ripreso da varie troupe televisive, che trasmettono le immagini in diretta a milioni di persone in tutto il mondo. Frammenti dell'aereo fuoriescono dai lati est e nord dell'edificio e atterrano fino a sei isolati di distanza. Inizia una evacuazione di massa dei piani sottostanti la zona di impatto. Una delle scale resta intatta nonostante l'impatto, ma poche persone riescono a scendere a causa del troppo fumo. Molte persone salgono verso il tetto, nella vana speranza di essere salvati per via aerea. La CNN adesso titola: "Un secondo aereo si schianta nel World Trade Center".
- 09:05: La FAA dispone l'ATC Zero, ovvero il divieto assoluto di atterraggio e di sorvolo, nelle aree di New York, Boston, Cleveland e Washington (in pratica, tutta l'area del New England). Nel frattempo, il volo AA77 riappare sul radar primario del centro FAA di Indianapolis, ma i controllori non se ne accorgono.
- 09:06: Andrew Card, si avvicina al Presidente Bush e gli sussurra all'orecchio: "Un secondo aereo ha colpito il World Trade Center. L'America è sotto attacco".[23] La scena viene ripresa da diverse telecamere, presenti nella scuola per documentare la visita presidenziale. Bush per alcuni minuti continua ad ascoltare gli alunni della scuola, facendo finta di nulla e ignorando volutamente le richieste da parte dei servizi segreti di abbandonare immediatamente l'edificio.[24]
- 09:07: Viene diramato l'ordine a tutti gli aerei di bloccare le porte delle cabine di pilotaggio. Il Centro FAA di Herndon però decide di seguire la complessa procedura ordinaria, anziché diramare immediatamente l'ordine alle singole compagnie.[25]
- 09:10: Sia la American Airlines che la United Airlines decidono di bloccare le procedure di decollo per tutti i propri aerei su tutto il territorio degli Stati Uniti.
- 09:12: Dopo un primo tentativo andato a vuoto, l'assistente del volo AA77 Renee May riesce a contattare la madre Nancy, avvertendola dell'avvenuto dirottamento. Questi contatta immediatamente la American Airlines, ma l'operatore inizialmente crede che la donna stia parlando del volo AA11.
- 09:13: I due F-15 in attesa su Long Island ottengono finalmente l'autorizzazione per portarsi nei cieli di Manhattan a difesa della città di New York.

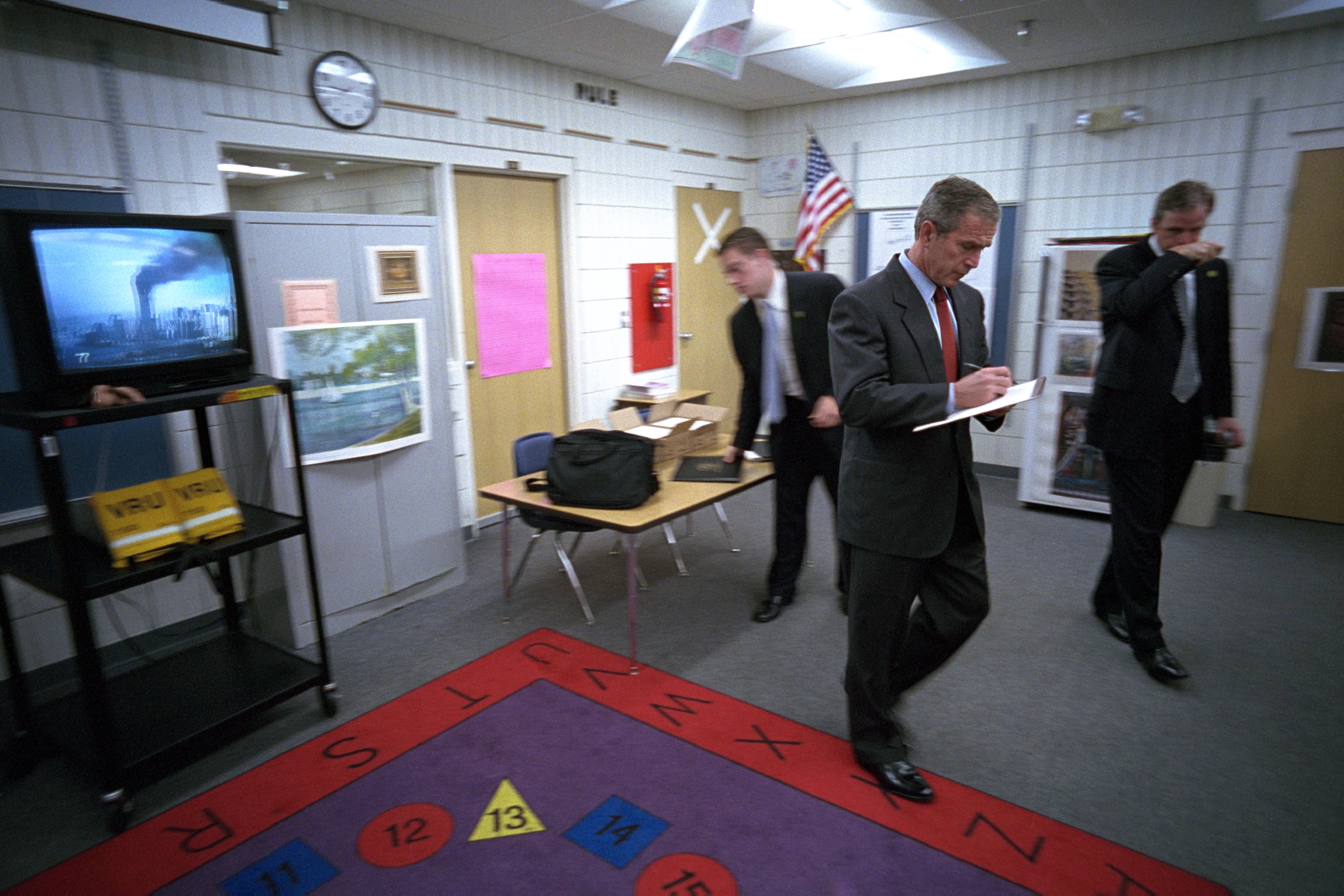
Il Presidente Bush si apparta con lo staff in una sala privata della scuola e guarda le immagini delle Torri Gemelle in diretta televisiva

- 09:15: Il Presidente Bush si apparta con lo staff in una sala privata della scuola in cui si trova, mettendosi in contatto con il Vicepresidente Dick Cheney, il Consigliere per la Sicurezza Nazionale Condoleezza Rice, il Governatore di New York George Pataki e il Direttore dell'FBI Robert Mueller. Viene avvertito del secondo schianto anche il Direttore della CIA George Tenet, la cui prima reazione è: "C'è bin Laden dietro tutto questo. Devo andare".[26]
- 09:19: Il Centro FAA di Boston invia al volo Delta 1989 l'ordine di bloccare ogni accesso alla cabina di pilotaggio, temendo che anche questo volo possa essere dirottato. Successivamente l'aereo sarà costretto ad atterrare a Cleveland e sarà sottoposto a particolari controlli di sicurezza, che daranno esito negativo.
- 09:20:[27] Barbara Olson, passeggera del volo AA77 e moglie del Procuratore Generale Ted Olson, chiama il marito e lo avverte dell'avvenuto dirottamento. Il Procuratore informa immediatamente il Dipartimento della Giustizia di quanto sta avvenendo. Contemporaneamente, la CNN annuncia che l'FBI si sta occupando del caso e lascia trapelare per prima che gli aerei sono stati "probabilmente dirottati".
- 09:21: Il Centro FAA di Indianapolis apprende finalmente che almeno due aerei (il volo AA11 ed il volo UA175) sono stati dirottati, che probabilmente sono proprio quelli schiantatisi contro il WTC e che il volo AA77 potrebbe anch'esso essere stato dirottato. Contemporaneamente il Centro FAA di Boston contatta il NEADS, ma commette un errore clamoroso: a Boston si ritiene che sia il volo AA77 ad essersi schiantato contro il WTC e che il volo AA11 sia ancora in volo verso sud.
- 09:23: Il volo UA93 riceve una comunicazione da parte della United Airlines: "Prestare attenzione alle intrusioni in cabina di pilotaggio. Due velivoli hanno colpito il World Trade Center".
- 09:24: Dalla base aerea di Langley (Virginia) decollano due F-16 con l'ordine di stazionare nell'area di Baltimora per interporsi fra Washington e il fantomatico volo AA11.[28]
- 09:25: Il Centro FAA di Herndon ordina il ground stop, ovvero il divieto totale di decollo per qualsiasi aereo su tutto il territorio nazionale. Gli aerei ancora in volo però possono continuare a seguire normalmente la loro tabella di marcia.
- 09:27: Parte l'ultima comunicazione radio di routine dal volo UA93.
- 09:28: I terroristi entrano in azione anche sul volo UA93 ed ingaggiano una colluttazione con il pilota e il primo ufficiale, che lanciano il mayday. Qualche secondo più tardi giunge una nuova comunicazione, in cui qualcuno urla: "Ehi! Fuori di qui! Fuori di qui! Fuori di qui!". I controllori del Centro FAA di Cleveland ascoltano tutto ed osservano una perdita di quota dell'aereo, ma non riescono a capire con precisione cosa stia accadendo.
- 09:30: Il consigliere anti-terrorismo Richard Clarke ordina la chiusura immediata di tutte le Ambasciate statunitensi nel mondo, l'innalzamento del livello di allerta in tutte le basi militari a Combat Threatcon e l'immediato imbarco del Presidente Bush sull'Air Force One.[29] Contemporaneamente, il Presidente tiene una breve conferenza stampa presso la scuola Booker di fronte a circa 200 persone, fra insegnanti ed alunni. Dichiara che tornerà immediatamente a Washington perché "c'è una tragedia nazionale in corso" e chiede un minuto di silenzio.[26]
- 09:32: Dal volo UA93 giunge una comunicazione radio. Ziyad Jarrah, pensando di rivolgersi ai passeggeri, afferma: "Signore e signori, qui è il comandante. Per piacere, state seduti e restate seduti. Abbiamo una bomba a bordo, per cui state seduti". In realtà, l'affermazione viene ascoltata dal Centro FAA di Cleveland, a causa di un errore dello stesso Jarrah. Deborah Welsh, una delle assistenti di volo, cerca di reagire ai dirottatori ma viene uccisa. Contemporaneamente, la Borsa di New York rinvia l'apertura delle contrattazioni.
- 09:33: Un supervisore dell'aeroporto di Washington avvisa la Casa Bianca che "un aereo [sta] venendo verso di voi e noi non riusciamo a contattarlo", riferendosi al volo AA77.
- 09:34: Il volo AA77, a sole 5 miglia di distanza dal Pentagono, inizia la virata di 330 gradi che lo porta nello spazio di soli due minuti e mezzo da una quota di 7.000 piedi a una di 2.200 piedi.[30]
- 09:35: Viene ordinata l'immediata evacuazione dell'Aeroporto Nazionale di Washington-Ronald Reagan e del Congresso. Contemporaneamente, Bush abbandona la scuola Emma E. Booker di Sarasota e si reca verso l'aeroporto.
- 09:36: Il volo UA93 cambia rotta e punta verso Est. Contemporaneamente, un assistente di volo riesce a mettersi in contatto con gli uffici della United Airlines di San Francisco. L'assistente spiega che l'aereo è stato dirottato, che i dirottatori dicono di avere una bomba, che sono armati con coltelli e che hanno ucciso un assistente di volo (la già citata Deborah Welsh).
- 09:37: Dal volo UA93 parte una nuova telefonata: Thomas Burnett chiama sua moglie Deena, avvertendola del dirottamento. Sarà la prima di quattro telefonate.[31]

Il volo American Airlines 77 si schianta contro la facciata ovest del Pentagono

- 09:37:46: Il volo American Airlines 77 si schianta contro la facciata ovest del Pentagono a una velocità di circa 528 miglia orarie (circa 850 km/h). L'aereo penetra a livello del piano terra e del primo piano e attraversa due anelli della struttura. Alcuni rottami arrivano a sfondare il terzo anello. L'area è però quasi deserta, perché composta da nuovi uffici ancora non occupati completamente. Il primo segnale d'allarme viene dato da Alan Wallace, un vigile del fuoco in servizio presso l'eliporto del Pentagono che assiste personalmente alle fasi dell'impatto.[32]
- 09:39: Dal volo UA93 parte un altro messaggio: "Qui è il comandante. È preferibile che restiate tutti seduti. C'è una bomba a bordo e stiamo ritornando in aeroporto. Per piacere restate tranquilli". Jarrah, come sette minuti prima (e come anche Atta sul volo AA11), sbaglia nuovamente a premere il pulsante: anziché i passeggeri, il messaggio viene ascoltato nuovamente dal Centro FAA di Cleveland.
- 09:40: Thomas Burnett chiama nuovamente la moglie Deena, che mette al corrente il marito degli altri dirottamenti già portati a termine. Burnett risponde: "Ok, faremo qualcosa. Ti richiamo".
- 09:41: Il transponder del volo UA93 viene spento, ma l'aereo continua a essere strettamente monitorato dal centro FAA di Cleveland sui radar primari. Contemporaneamente, la CNN titola: "Probabile incendio al Pentagono".
- 09:42: Il Responsabile operativo della FAA Ben Sliney ordina l'allargamento a tutto il territorio nazionale del provvedimento di ATC Zero, ovvero di divieto totale di decollo e di sorvolo. 37 minuti prima, il provvedimento era stato adottato per il solo New England.[33] Gli aerei in volo, stimati in 4.500 quella mattina, vengono costretti ad atterrare all'aeroporto più vicino.[34] Tutti i voli internazionali diretti verso gli USA vengono indirizzati verso il Canada. La FAA annuncia inoltre che il provvedimento resterà in vigore fino alle ore 12:00 del 12 settembre 2001 e che potrebbe essere ulteriormente procrastinato nel tempo.
- 09:45: Anche il Canada dispone, per la prima volta nella sua storia, la chiusura totale "fino a nuovo ordine" del proprio spazio aereo: è la cosiddetta Operazione Nastro Giallo. Viene comunque confermata una deroga per i voli internazionali diretti verso gli USA. Contemporaneamente, la Casa Bianca viene evacuata.

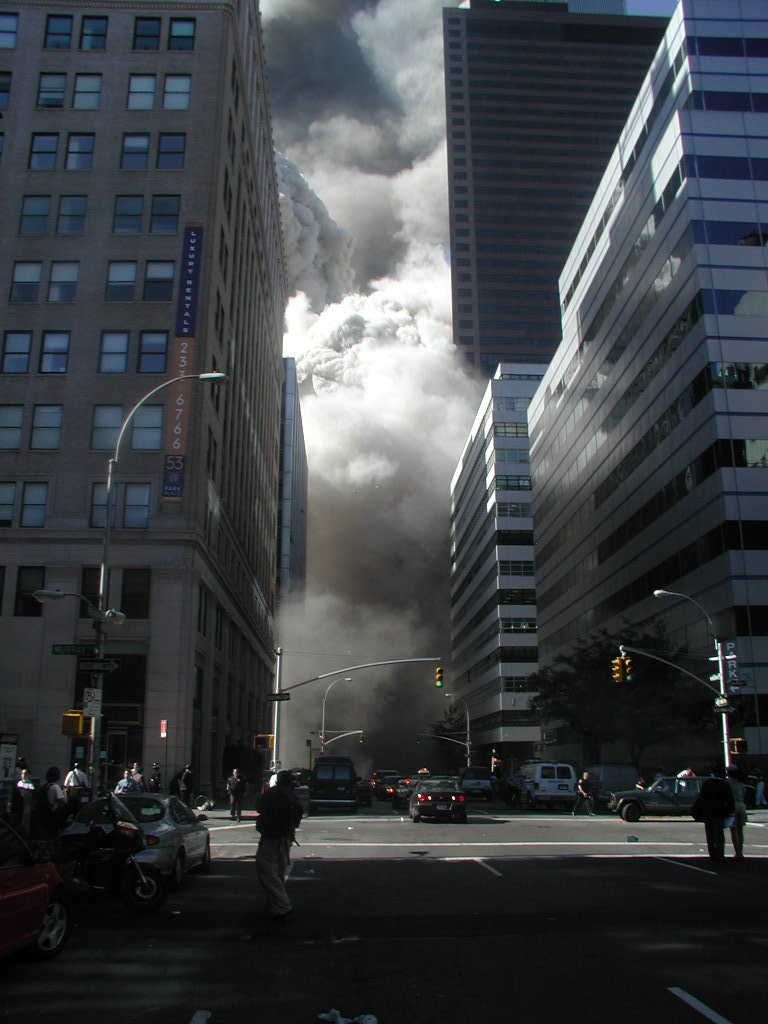
La Torre Sud crolla su sé stessa

- Dalle 09:45 alle 09:55: Si susseguono varie telefonate dal volo UA93 da parte di passeggeri ed assistenti di volo. Filtrano le prime intenzioni da parte dei passeggeri di "fare qualcosa" per bloccare i dirottatori. Più o meno tutte le comunicazioni si interrompono intorno alle 09:55, pochi istanti prima della reazione dei passeggeri. Una centralinista raccoglie le ultime parole di Todd Beamer: "Siete pronti ragazzi? Si balla!".[35]
- 09:46: Due aerei militari vengono avvistati sopra Manhattan.
- 09:53: La CNN conferma la notizia dello schianto di un aereo contro il Pentagono.
- 09:55: Un corrispondente della CNN nomina per la prima volta Osama bin Laden come qualcuno "intenzionato a colpire gli Stati Uniti".
- 09:57: I passeggeri del volo UA93 danno inizio alla rivolta contro i dirottatori.
- 09:59: Dale Watson, Responsabile della sezione antiterrorismo dell'FBI, contatta il Consigliere anti-terrorismo Richard Clarke e lo avverte che alcuni dei nominativi presenti sulle liste passeggeri degli aerei dirottati risultano legati ad al Qaida.[36]
- 09:59:04: La Torre Sud del World Trade Center crolla su sé stessa in diretta televisiva mondiale. Sono passati circa 56 minuti dall'impatto del volo UA175. I primi cedimenti nella struttura risalgono almeno alle 09:54. In un primo momento si pensa ad una nuova esplosione o ad un nuovo impatto. Moltissime persone che si trovano nell'area circostante vengono investite da una immensa nuvola di detriti e polvere. Quando la nuvola scompare, la torre è ridotta ad un cumulo di macerie.

## Dalle ore 10:00 alle ore 12:00
- 10:03:11:[37] Il Volo United Airlines 93 si schianta a Shanksville (Pennsylvania), località a sud-est di Pittsburgh. In base a quanto ricostruito dalla scatola nera, lo schianto sarebbe da attribuire ai dirottatori stessi: per evitare che i passeggeri riuscissero a entrare nella cabina di pilotaggio, i quattro terroristi hanno deciso deliberatamente di lanciare in picchiata il velivolo. L'obiettivo, sempre in base alle ricostruzioni, avrebbe dovuto essere un edificio di Washington (presumibilmente la Casa Bianca o il Congresso).

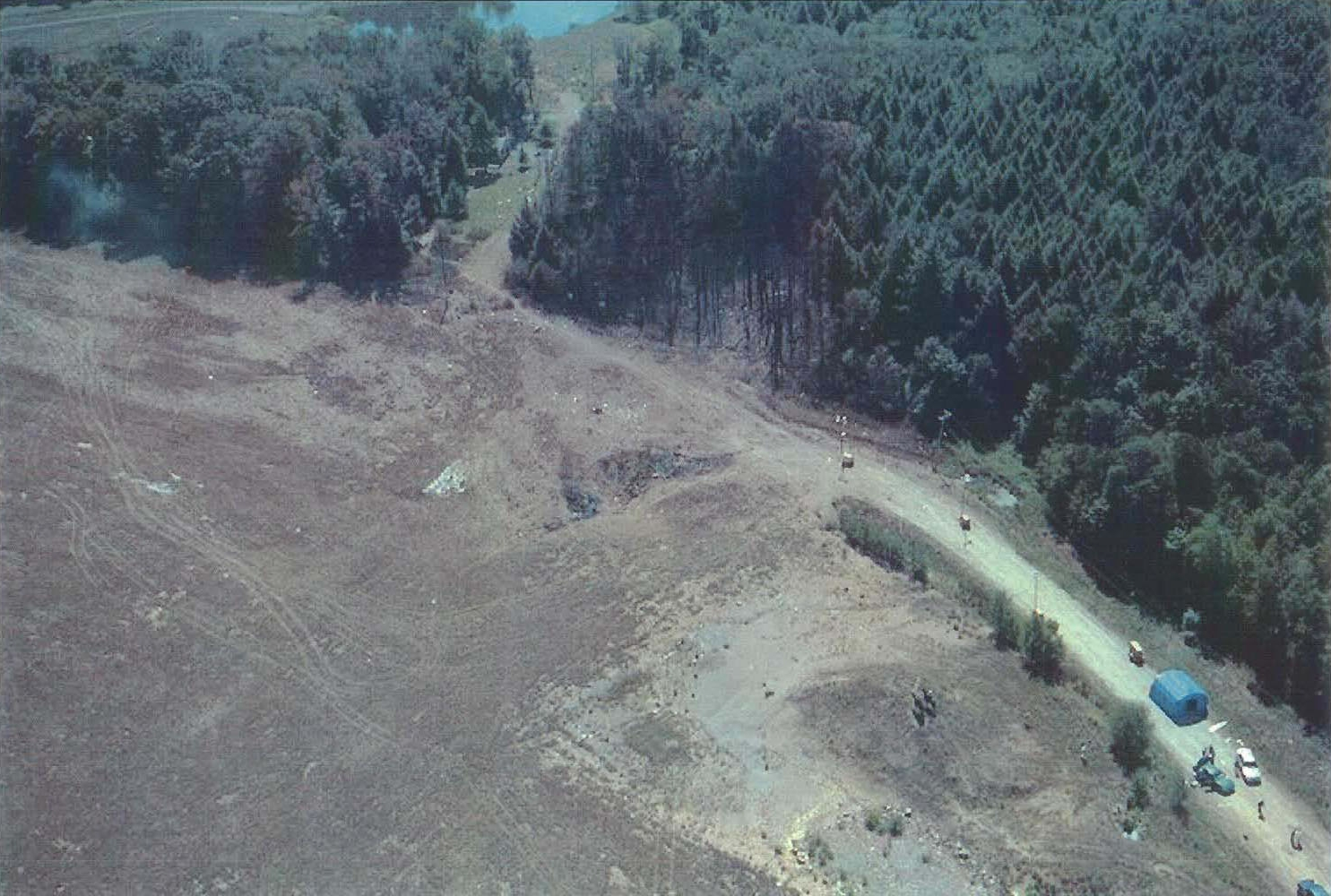
Sito dello schianto del volo United 93

- 10:05: Un C-130 dell'U.S.A.F. avvista una colonna di fumo nero alzarsi dalle campagne di Shanksville, a circa 17 miglia (circa 27 chilometri) di distanza. Il tenente colonnello O'Brian informa immediatamente il Centro FAA di Cleveland, che in risposta avverte il pilota che un aereo è scomparso dai radar proprio in quella zona. Manca qualsiasi conferma al momento che si tratti del volo UA93.[38] Contemporaneamente, la CNN ipotizza per prima un eventuale coinvolgimento di Osama bin Laden negli attentati.
- 10:10:[39] L'ala ovest del Pentagono crolla. I vigili del fuoco, cogliendo alcuni segni di un probabile cedimento della struttura, hanno provveduto nei minuti precedenti ad evacuare le aree interessate.
- Dalle 10:10 alle 10:18: Approssimativamente in questi minuti, il cielo di Washington è protetto da una pattuglia di caccia intercettori. Il vicepresidente Dick Cheney dà l'ordine, su autorizzazione verbale del Presidente Bush, di abbattere qualunque aereo civile dirottato diretto verso la capitale.[40]

- 10:13: Il Palazzo di Vetro, sede dell'Organizzazione delle Nazioni Unite a New York, viene evacuato. Circa 11.000 persone lasciano l'edificio. Contemporaneamente, il Centro FAA di Herndon avverte il Quartier Generale della FAA a Washington che il volo UA93 è precipitato.
- 10:15: Le agenzie riportano una rivendicazione degli attentati da parte del Fronte Democratico per la Liberazione della Palestina, successivamente smentita da alcuni esponenti dell'organizzazione stessa.
- 10:20: Approssimativamente a quest'ora, la Casa Bianca viene messa al corrente del fatto che il volo UA93 è precipitato.
- 10:22: Vari uffici federali a Washington e la sede della Banca Mondiale vengono evacuati.

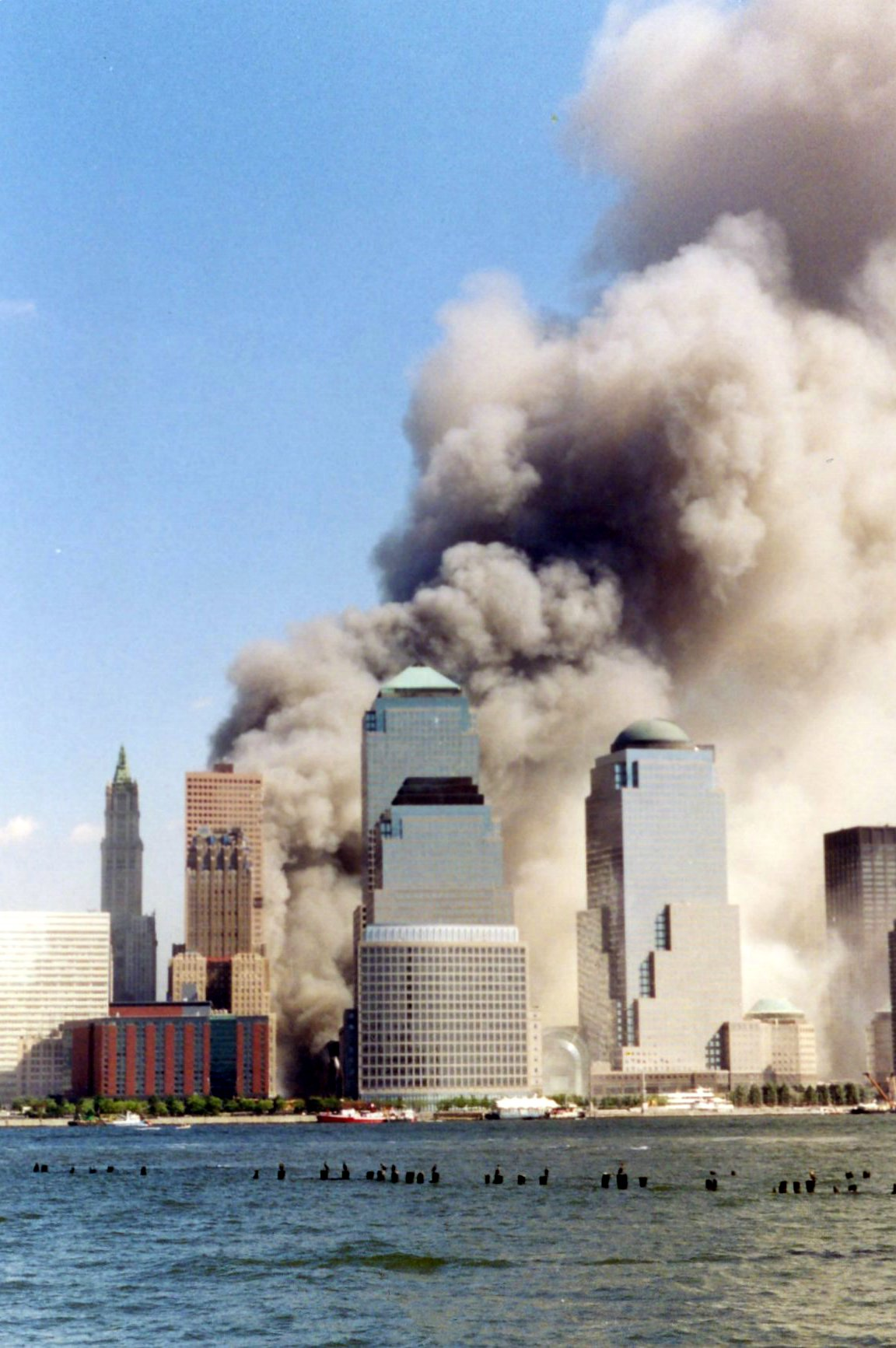
Crolla anche la Torre Nord. Le Torri Gemelle non esistono più

- 10:28:31: Anche la Torre Nord del World Trade Center crolla su se stessa. Sono passati un'ora e 42 minuti dall'impatto del volo AA11. Nessuno degli occupanti della Torre al di sopra del 91º piano riesce a salvarsi. Nel crollo perdono la vita anche 343 vigili del fuoco e 60 poliziotti. Anche il Marriott Hotel, che si trovava alla base delle due torri, viene totalmente distrutto.
- Dalle 10:30 alle 10:40: Giungono nuovi allarmi di altri aerei dirottati in avvicinamento a Washington, rivelatisi successivamente infondati. La polizia viene allertata per una possibile autobomba al di fuori del Dipartimento di Stato, sempre a Washington. Anche questo allarme si rivelerà infondato. Contemporaneamente, l'Air Force One con a bordo il Presidente Bush si dirige verso la Base aerea di Barksdale, vicino Shreveport (Louisiana).
- 10:37: La CNN riporta per prima la notizia, al momento ancora non confermata, che il volo UA93 è precipitato.[41].
- 10:45: Un pilota privato a bordo di un piccolo Cessna sorvola l'area di impatto del volo UA93 e scatta alcune fotografie. Viene immediatamente allontanato da un elicottero della polizia e costretto ad atterrare a Johnstown (Pennsylvania).[42] Contemporaneamente, il Segretario di Stato Colin Powell decolla da Lima (Perù), dove si trovava per una missione diplomatica, per fare immediato ritorno negli Stati Uniti. Nel frattempo, la CNN annuncia che è iniziato un piano di evacuazione di massa per le città di Washington e New York. Qualche minuto più tardi, il sindaco di New York Rudolph Giuliani ordina l'evacuazione totale della parte meridionale di Manhattan.
- 10:50: Altri cinque piani del Pentagono crollano a causa di un incendio.
- 11:00: Il Canada conferma il divieto di decollo per tutti i velivoli, con la sola eccezione dei voli militari ed umanitari.
- 11:18: La American Airlines conferma definitivamente di aver perso i voli AA11 ed AA77.
- 11:26: La United Airlines conferma la perdita del volo UA93 ed esprime "profonda preoccupazione" per il volo UA175.
- 11:45: L'Air Force One atterra alla base di Barksdale per fare rifornimento. Bush registra un breve messaggio in cui afferma che "il terrorismo in territorio statunitense non verrà lasciato impunito", che "la libertà stessa è stata attaccata questa mattina da codardi senza volto e che la libertà verrà difesa" e che "gli Stati Uniti troveranno e puniranno i responsabili di questi atti codardi".[43] I servizi segreti insistono per fare tappa in un'altra base aerea, quella di Offutt, in Nebraska.

- 11:53: La United Airlines conferma la perdita del volo UA175.
- 11:55: Viene dichiarato lo stato di massima allerta al confine fra Stati Uniti e Messico. Il provvedimento però non dispone la chiusura del confine stesso.

## Dalle ore 12:00 in poi
- 12:04: L'Aeroporto Internazionale di Los Angeles viene precauzionalmente evacuato e chiuso. Era anche la destinazione dei voli AA11, UA175 e AA77
- 12:15: Viene evacuato e chiuso precauzionalmente anche l'Aeroporto Internazionale di San Francisco. Era anche la destinazione del volo UA93.
- 13:04: Il Presidente Bush dichiara lo stato di massima allerta per tutte le basi militari statunitensi in patria e all'estero. Pochi minuti dopo, decolla dalla base di Barksdale e si dirige verso la base di Offutt.
- 13:27: Il sindaco di Washington Anthony A. Williams dichiara lo stato di emergenza. La Guardia Nazionale arriva sul posto.
- 13:44: Le portaerei USS Washington e USS Kennedy lasciano il porto di Norfolk insieme a cinque unità da combattimento lanciamissili, con lo scopo di schierarsi a protezione della costa orientale degli Stati Uniti.
- 14:30: Il Senatore John McCain, in riferimento agli attentati, parla chiaramente di un "atto di guerra".
- 14:49: Durante una conferenza stampa, il sindaco Giuliani afferma che le vittime del WTC sono "molte di più di quanto chiunque di noi possa sopportare".
- 14:50: L'aereo presidenziale atterra alla base di Offutt.
- 16:00: Tutte le maggiori emittenti riportano che gli alti ufficiali dei servizi segreti considerano Osama bin Laden il sospetto numero uno.
- 16:25: La Borsa di New York, il Nasdaq e l'American Stock Exchange annunciano che le contrattazioni resteranno chiuse fino al 12 settembre compreso.
- 17:21:10[44]: Il WTC7, un edificio di 47 piani posizionato vicino alle Twin Towers, crolla completamente a causa dei danni strutturali subiti durante il crollo delle torri e a causa degli incendi che divampano da ore. Il crollo era iniziato alle 17:20:33, con il cedimento dell'attico orientale[45]. All'interno del grattacielo vi era il NYC Office of Emergency Management, un'agenzia della città di New York preposta alla gestione di emergenze e disastri. I vigili del fuoco, d'intesa con la società proprietaria dell'edificio, avevano deciso alcune ore prima di non tentare di salvare l'edificio per non mettere in pericolo altre vite umane.[46]

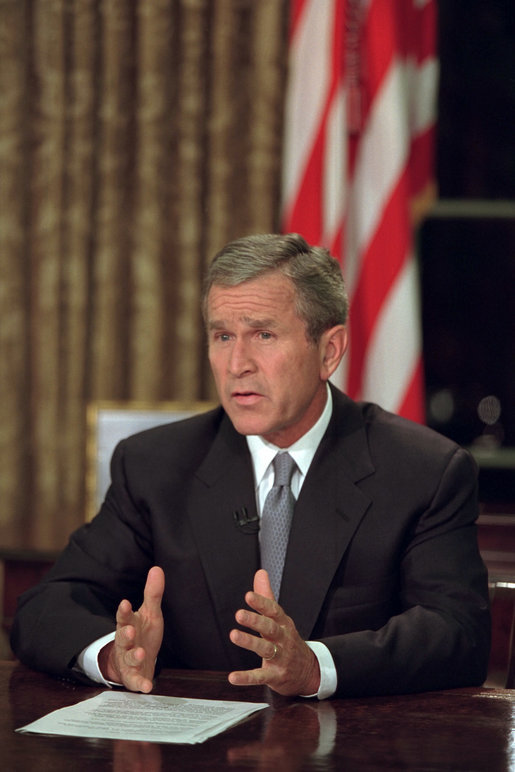
Il Presidente Bush appare in televisione per un messaggio alla nazione dalla Casa Bianca

- 18:00: La CNN e la BBC parlano di esplosioni a Kabul. Successivamente si stabilirà che le esplosioni sono riconducibili ad un attacco della Alleanza del Nord all'aeroporto della capitale afgana. Contemporaneamente, la televisione di Stato irachena definisce gli attentati come il frutto dei "crimini contro l'umanità commessi dagli Stati Uniti".
- 18:54: Il Presidente Bush torna definitivamente alla Casa Bianca.
- 19:00: Continuano gli sforzi per individuare e trarre in salvo eventuali sopravvissuti dalle macerie delle due torri. Parecchie ambulanze stazionano nell'area in attesa di feriti, mentre centinaia di vigili del fuoco, poliziotti e volontari continuano le operazioni. Appaiono già le prime foto delle potenziali vittime dell'attentato in tutta New York.
- 19:30: Il Governo statunitense nega qualsiasi responsabilità riguardo alle esplosioni di Kabul.
- 20:30: Il Presidente Bush appare in televisione per un messaggio alla nazione dalla Casa Bianca.[47] Mentre Bush sta parlando, alcuni membri del Congresso riportano alla CNN che alcuni alti ufficiali dell'Amministrazione, durante alcuni incontri privati avuti durante il pomeriggio, hanno detto di avere abbastanza prove per affermare che gli attentati sono opera di Osama bin Laden e del suo network terrorista, al Qaida.[48]
- 21:00: Il Presidente Bush incontra prima il Consiglio di Sicurezza Nazionale e, dopo circa un'ora e mezzo, un piccolo gruppo di consiglieri chiave. Ormai è chiaro che c'è bin Laden dietro gli attacchi. Il Direttore della CIA Tenet afferma che al-Qaida e i Talebani in Afghanistan sono "essenzialmente la stessa cosa". Bush risponde: "Dite ai Talebani che se la vedranno con noi".
- 21:22: Alcuni giornalisti riportano che i vigili del fuoco non sono ancora riusciti a spegnere gli incendi al Pentagono.
- 22:00: Corrono voci di telefonate fatte da sopravvissuti ancora sotto le macerie delle due torri. Le voci si riveleranno successivamente infondate.[49]

### Fonti e documenti ufficiali
- National Commission on Terrorist Attacks Upon the United States, Final Report
- National Commission on Terrorist Attacks Upon the United States, Public Hearings
- National Commission on Terrorist Attacks Upon the United States, Staff monographs and statements
- National Commission on Terrorist Attacks Upon the United States, Staff Report Archiviato il 31 ottobre 2006 in Internet Archive. del 26 agosto 2004 (.pdf file) - Il rapporto è stato inizialmente coperto da segreto di Stato e successivamente declassificato
- Statement by the President in His Address to the Nation, The White House Official Press Release, 11 settembre 2001
- NORAD's response times to hijackings on September 11, 2001, NORAD Official Press Release, 18 settembre 2001
- Boston Division seeks assistance, FBI Official Press Release, 14 ottobre 2001
- 9/11 Revealed?, U.S. Department of State Official Press Release, 15 settembre 2005

### Altre fonti
- Richard B. Bernstein, Out of the Blue: A Narrative of September 11, 2001, Times Books, 2003, ISBN 0-8050-7410-4
- Complete 9/11 Timeline Archiviato il 1º ottobre 2006 in Internet Archive. - Ricostruzione dettagliata degli eventi a cura del Center for Cooperative Research
- September 11: Chronology of terror - Cronologia degli eventi pubblicata dalla CNN
- America under attack transcript, CNN, 11 settembre 2001
- John Ibbitson, Action, not overreaction, prudent course, The Globe and Mail, 12 settembre 2001
- Mark Clayton, Controllers' tale of Flight 11, Christian Science Monitor, 13 settembre 2001
- FBI explains other planes at Flight 93 crash Archiviato il 18 dicembre 2001 in Internet Archive., WTAE-TV 4 / The Pittsburgh Channel, 15 settembre 2001 (aggiornato l'11 ottobre 2001)
- Jim McKinnon, The phone line from Flight 93 was still open when a GTE operator heard Todd Beamer say: 'Are you guys ready? Let's roll' Archiviato il 25 dicembre 2018 in Internet Archive., Pittsburgh Post-Gazette, 16 settembre 2001
- David Wastell, Israeli security issued urgent warning to CIA of large-scale terror attacks Archiviato il 27 maggio 2003 in Internet Archive., The Telegraph, 16 settembre 2001
- Peter Grier, A changed World - Part 1: The attack, Christian Science Monitor, 17 settembre 2001
- Miles O'Brien, Calls indicate Flight 93 passengers went down fighting Archiviato il 24 dicembre 2005 in Internet Archive., CNN, 19 settembre 2001
- Primary target, CBS News, 21 settembre 2001
- David Maraniss, Another workday becomes a surreal plane of terror, Washington Post, 21 settembre 2001
- Karen Breslau, The final moments of United Flight 93, MSNBC, 22 settembre 2001
- Transcript American Airlines Flight 11, New York Times, 16 ottobre 2001
- Michael Ellison, 'We have planes. Stay quiet' - Then silence, The Guardian, 17 ottobre 2001
- Dennis B. Roddy, Cindi Lash, Steve Levin, Jonathan D. Silver, Flight 93: Forty lives, one destiny Archiviato il 5 dicembre 2006 in Internet Archive., Pittsburgh Post-Gazette, 28 ottobre 2001
- Glen Johnson, Probe reconstructs horror, calculated attacks on planes, Boston Globe, 23 novembre 2001
- William Langley, Revealed: what really went on during Bush's 'missing hours' Archiviato il 30 ottobre 2002 in Internet Archive., The Telegraph, 16 dicembre 2001
- Dan Balz, Bob Woodward, America's chaotic road to war Archiviato il 26 aprile 2019 in Internet Archive., Washington Post, 27 gennaio 2002
- Alan Levin, For air traffic controllers, a historic achievement, USA Today, 12 agosto 2002
- Bill Sammon, Suddenly, a time to lead, Washington Times, 7 ottobre 2002
- Jonathan D. Salant, Boxcutters weren't allowed pre-9/11, CBS News, 12 novembre 2002
- Mike M. Ahlers, 9/11 commission hears flight attendant's phone call, CNN, 27 gennaio 2004
- Gail Sheehy, Stewardess ID'd hijackers early, transcripts show, New York Observer, 16 febbraio 2004 (.pdf file)
- Betty Ong's Call from 9/11 Flight 11, The Memory Hole, 2 marzo 2004
- Maureen Dowd, Truth as a weapon[collegamento interrotto], New York Times, 25 marzo 2004
- Flight 93 hijacker: 'Shall we finish it off?', CNN, 23 luglio 2004